# Leichtathletik-Weltmeisterschaften 1999/4 × 400 m der Männer
Die 4-mal-400-Meter-Staffel der Männer bei den Leichtathletik-Weltmeisterschaften 1999 wurde am 28. und 29. August 1999 im Olympiastadion der spanischen Stadt Sevilla ausgetragen.
Weltmeister wurde Polen in der Besetzung Tomasz Czubak (Finale), Robert Maćkowiak, Jacek Bocian und Piotr Haczek sowie dem im Vorlauf außerdem eingesetzten Piotr Długosielski.

Den zweiten Platz belegte Jamaika mit Michael McDonald, Gregory Haughton (Finale), Danny McFarlane (Finale) und Davian Clarke sowie den im Vorlauf außerdem eingesetzten Paxton Coke und Omar Brown.

Bronze ging an Südafrika (Jopie van Oudtshoorn, Hendrik Mokganyetsi, Adriaan Botha, Arnaud Malherbe).
Auch die nur im Vorlauf eingesetzten Läufer erhielten entsprechendes Edelmetall.

## Bestehende Rekorde
| Weltrekord | 2:54,29 min | USA (Andrew Valmon, Quincy Watts, Harry Reynolds, Michael Johnson) | WM 1993 Stuttgart, Deutschland | 22. August 1993 |
| WM-Rekord  | 2:54,29 min | USA (Andrew Valmon, Quincy Watts, Harry Reynolds, Michael Johnson) | WM 1993 Stuttgart, Deutschland | 22. August 1993 |

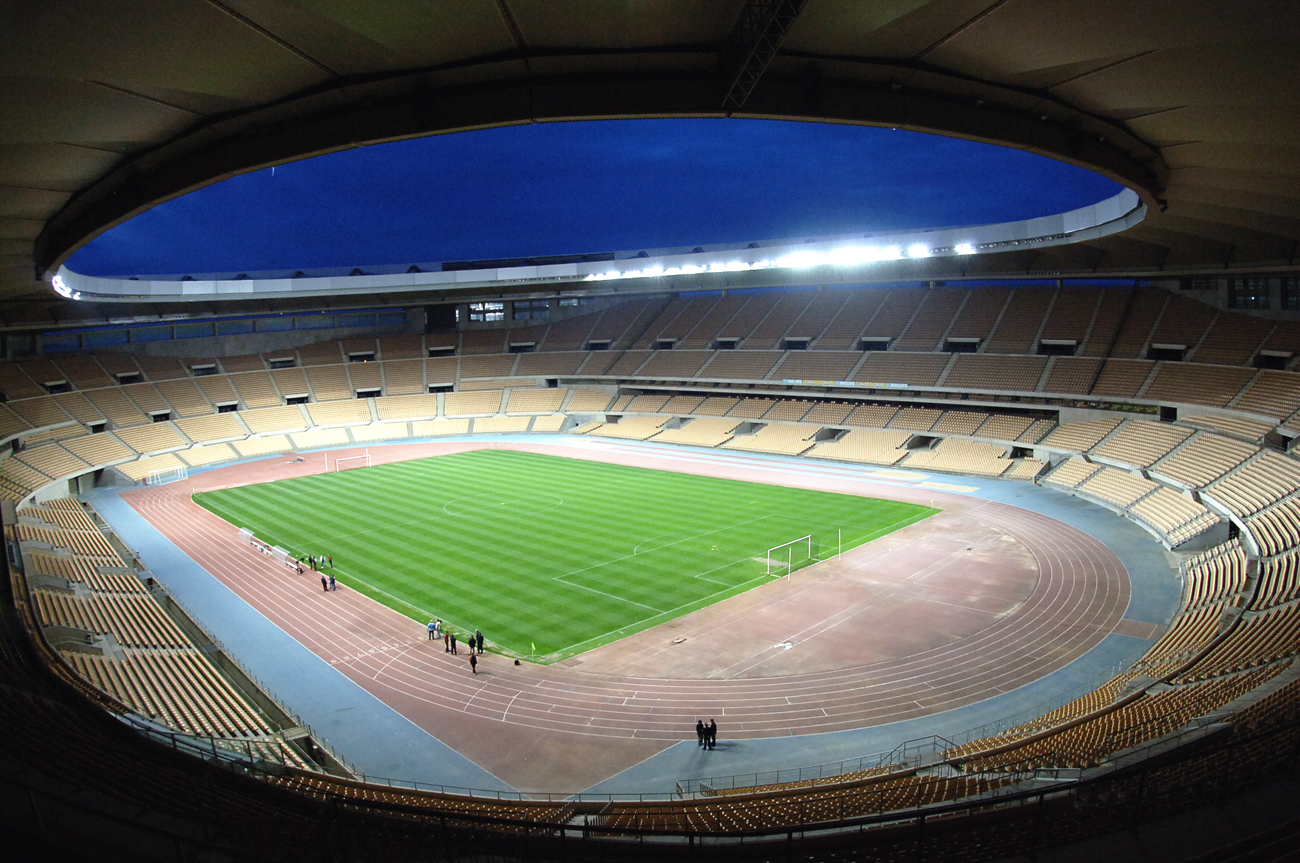
Das Olympiastadion von Sevilla im Jahr 2011

Der bestehende WM-Rekord wurde bei diesen Weltmeisterschaften nicht eingestellt und nicht verbessert.
- Vier Staffeln stellten Nationalrekorde auf:
  - 3:02,46 min – Schweiz (Laurent Clerc, Mathias Rusterholz, Alain Rohr, Marcel Schelbert), 3. Vorlauf, 28. August
  - 3:02,70 min – Slowenien (Miro Kocuvan, Bostjan Horvat, Joze Vrtacic, Matija Šestak), 3. Vorlauf, 28. August
  - 3:04,70 min – Griechenland (Panayiótis Sarrís, Anastasios Gousis, Yeórgos Doúpis, Periklis Iakovakis), 3. Vorlauf, 28. August
  - 3:00,20 min – Südafrika (Jopie van Oudtshoorn, Hendrik Mokganyetsi, Adriaan Botha, Arnaud Malherbe), Finale, 29. August

## Doping
Das zunächst siegreiche Team der USA wurde nachträglich disqualifiziert. Antonio Pettigrew, Mitglied der Staffel, gestand später, ab 1997 Dopingmittel von Angel Heredia, einem mexikanischen Händler, bezogen zu haben, darunter Erythropoetin, auch bekannt als EPO, sowie Wachstumshormone. Daraufhin wurden ihm einige Resultate aberkannt, darunter seine beiden Ergebnisse über 400 Meter und 4 × 400 m von diesen Weltmeisterschaften. Die Goldmedaille musste zurückgegeben werden.
Benachteiligt waren vor allem zwei Mannschaften:
- Südafrika – Die Staffel erhielt ihre Bronzemedaille erst mit Verspätung und konnte nicht an der Siegerehrung teilnehmen.
- Deutschland – Das Team hätte über seine Platzierung auf Rang zwei des zweiten Vorlaufs am Finale teilnehmen können.

## Vorrunde
Die Vorrunde wurde in drei Läufen durchgeführt. Die ersten beiden Staffeln pro Lauf – hellblau unterlegt – sowie die darüber hinaus zwei zeitschnellsten Teams – hellgrün unterlegt – qualifizierten sich für das Finale.

### Vorlauf 1
28. August 1999, 21:50 Uhr
| Platz | Staffel        | Besetzung                                                                             | Zeit (min)                     |
| ----- | -------------- | ------------------------------------------------------------------------------------- | ------------------------------ |
| 1     | Bahamas        | Timothy Munnings Troy McIntosh Carl Oliver Chris Brown                                | 3:01,17                        |
| 2     | Frankreich     | Pierre-Marie Hilaire Marc Foucan Marc Raquil Fred Mango                               | 3:01,31                        |
| 3     | Großbritannien | Geoff Dearman Mark Hylton Jared Deacon Jamie Baulch                                   | 3:02,21                        |
| 4     | Japan          | Jun Osakada Kōji Itō Kenji Tabata Kazuhiko Yamazaki                                   | 3:02,50                        |
| 5     | Spanien        | Antonio Andrés Juan Trull Andrés Martínez David Canal                                 | 3:02,85                        |
| 6     | Australien     | Patrick Dwyer Brad Jamieson Scott Thom Mark Moresi                                    | 3:04,78                        |
| 7     | Kanada         | Shane Niemi Alexandre Marchand Byron Goodwin Monte Raymond                            | 3:05,60                        |
| DSQ   | Saudi-Arabien  | Hamdan al-Bishi Mohamed Hamed al-Bishi Hamed Hamadan al-Bishi Hadi Soua’an al-Somaily | IAAF Rule 163.3 Bahnübertreten |

### Vorlauf 2
28. August 1999, 22:01 Uhr
| Platz | Staffel     | Besetzung                                                                                  | Zeit (min)                                     |
| ----- | ----------- | ------------------------------------------------------------------------------------------ | ---------------------------------------------- |
| 1     | Senegal     | Ousmane Niang Ibou Faye Babacar SallAlpha (Vorlauf) Ibrahima Wade                          | 3:02,53                                        |
| 2     | Deutschland | Maik Liebe Marco Krause Ruwen Faller Thomas Goller                                         | 3:02,68 eigentlich für das Finale qualifiziert |
| 3     | Brasilien   | Cleverson da Silva Anderson Jorge Oliveira dos Santos Eronilde de Araújo Sanderlei Parrela | 3:05,70                                        |
| 4     | Irland      | Gary Ryan Paul McBurney Tomas Coman Paul McKee                                             | 3:05,81                                        |
| DNF   | Ungarn      | Péter Nyilasi Balázs Korányi Zsolt Szeglet Tibor Bédi                                      |                                                |
| DSQ   | Nigeria     | Udeme Ekpeyong Jude Monye Fidelis Gadzama Sunday Bada                                      | IAAF Rule 163.3 Bahnübertreten                 |
| DSQ   | Botswana    | Rampa Mosweu Lulu Basinyi California Molefe Johnson Kubisa                                 | IAAF Rule 170.19 Wechselfehler                 |
| DOP   | USA         | Jerome Davis Joey Woody (Vorlauf) Danny McCray (Vorlauf) Angelo Taylor                     | für das Finale zugelassen                      |

### Vorlauf 3
28. August 1999, 22:11 Uhr
| Platz | Staffel      | Besetzung                                                                 | Zeit (min) |
| ----- | ------------ | ------------------------------------------------------------------------- | ---------- |
| 1     | Südafrika    | Jopie van Oudtshoorn Hendrik Mokganyetsi Adriaan Botha Arnaud Malherbe    | 3:00,77    |
| 2     | Polen        | Robert Maćkowiak Jacek Bocian Piotr Długosielski (Vorlauf) Piotr Haczek   | 3:00,86    |
| 3     | Jamaika      | Paxton Coke (Vorlauf) Davian Clarke Omar Brown (Vorlauf) Michael McDonald | 3:01,38    |
| 4     | Russland     | Daniil Schekin Andrei Semjonow Walentin Kulbazki Dmitri Golowastow        | 3:01,51    |
| 5     | Schweiz      | Laurent Clerc Mathias Rusterholz Alain Rohr Marcel Schelbert              | 3:02,46 NR |
| 6     | Slowenien    | Miro Kocuvan Bostjan Horvat Joze Vrtacic Matija Šestak                    | 3:02,70 NR |
| 7     | Griechenland | Panayiótis Sarrís Anastasios Gousis Yeórgos Doúpis Periklis Iakovakis     | 3:04,70 NR |
| 8     | Simbabwe     | Temba Ncube Phillip Mukomana Savieri Ngidhi Ken Harnden                   | 3:07,69    |

## Finale
29. August 1999, 21:10 Uhr
| Platz | Staffel    | Besetzung | Zeit (min) |
| ----- | ---------- | --- | ---------- |
| 1     | Polen      | Tomasz Czubak (Finale) Robert Maćkowiak Jacek Bocian Piotr Haczek im Vorlauf außerdem: Piotr Długosielski                     | 2:58,91    |
| 2     | Jamaika    | Michael McDonald Gregory Haughton (Finale) Danny McFarlane (Finale) Davian Clarke im Vorlauf außerdem: Paxton Coke Omar Brown | 2:59,34    |
| 3     | Südafrika  | Jopie van Oudtshoorn Hendrik Mokganyetsi Adriaan Botha Arnaud Malherbe                                                        | 3:00,20 NR |
| 4     | Frankreich | Pierre-Marie Hilaire Marc Foucan Marc Raquil Fred Mango                                                                       | 3:00,59    |
| 5     | Russland   | Daniil Schekin Andrei Semjonow Walentin Kulbazki Dmitri Golowastow                                                            | 3:00,98    |
| 6     | Bahamas    | Timothy Munnings Troy McIntosh Carl Oliver Chris Brown                                                                        | 3:02,74    |
| 7     | Senegal    | Ousmane Niang Assane Diallo (Finale) Ibou Faye Ibrahima Wade im Vorlauf außerdem: Babacar SallAlpha                           | 3:03,80    |
| DOP   | USA        | Jerome Davis Antonio Pettigrew (Finale) Angelo Taylor Michael Johnson (Finale) im Vorlauf außerdem: Joey Woody Danny McCray   |            |

## Video
- Men's 4x400 Relay Finals - 1999 IAAF Outdoor World Track & Field Championships auf youtube.com, abgerufen am 16. Juli 2020